# أولاد الغيتو - اسمي آدم
أولاد الغيتو - اسمي آدم رواية للروائي اللبناني إلياس خوري. صدرت الرواية لأوّل مرة عام 2016 عن دار الآداب للنشر والتوزيع في بيروت. ودخلت في القائمة النهائية «القصيرة» للجائزة العالمية للرواية العربية لعام 2017، المعروفة باسم «جائزة بوكر العربية». وترجمت إلى الفرنسية والعبرية والرومانية، وترجمها إلى الإنجليزية همفري ديفيز

## حول الرواية
تتكون الرواية من ثلاثة فصول رئيسية:
1. صندوق الحب: يروي هذا الفصل قصة الشاعر وضاح اليمن، الذي اختار الصمت لحماية حبيبته، ويعتبر هذا الصمت استعارة للنكبة الفلسطينية وصمت الفلسطينيين الذين بقوا في أرضهم بعد 1948.
2. آدم دنون: يروي آدم دنون في هذا الفصل سيرته الشخصية، ومذكراته عن الغيتو، وحكايات اللد بعد احتلالها، ويستعرض معاناته الشخصية بعد المذبحة وحياته في نيويورك.
3. أيام الغيتو: يروي آدم هنا معاناة الفلسطينيين الذين بقوا في اللد بعد سقوطها، حيث حوصروا في "غيتو" تحت ظروف قاسية، مشيرًا إلى الصمت الذي اختاروه كرد فعل على مأساتهم.

يروي الكاتب حكاية آدم دنون، المهاجر الفلسطيني إلى نيويورك، الذي حاول أن يكتب رواية، ومن ثم انتقل إلى كتابة حكايته الشخصية، فيروي عن طفولته في مدينة اللد التي احتلّت عام 1948 وطُرد أغلبية أهلها وسكانها الأصليين. حكاية آدم" الذي بقيت والدته مع رضيعها في المدينة المحتلة هي حكاية الغيتو الفلسطيني الذي أقامه جيش الاحتلال الإسرائيلي وأحاطه بالأسلاك الشائكة. حكاية عن الصمود والبقاء ومحاولة قراءة صمت الضحية.

## أسلوب الرواية
يتميز أسلوب إلياس خوري في روايته "أولاد الغيتو - اسمي آدم" بعدد من الخصائص السردية واللغوية التي تمنح الرواية عمقًا وثراءً أدبيًا. من قبيل:

### 1. تداخل الحكايات (الراوي داخل الراوي)
- تقنية تعدد الأصوات السردية: حيث تروي شخصيات مختلفة حكايات متنوعة، وهو ما يخلق طبقات متعددة من السرد.
- الحكاية داخل الحكاية: يوظف الكاتب لعبة الروايات داخل الرواية الواحدة مما يجعلها تتقاطع مع تقنيات الحكاية الشعبية التقليدية كـ"ألف ليلة وليلة".[7]

### 2. اللغة الرمزية
اللغة غنية بالرمزية والاستعارات، حيث تُستخدم الرموز مثل شجرة الزيتون لتجسيد الهوية الفلسطينية. يعتمد خوري على توظيف المذكرات والذكريات لإعادة نسج التاريخ الشخصي والجماعي، ويستعمل السرد غير الخطي ليعكس التشتت الزمني والمكاني. كما يتضمن أسلوبه السخرية والتحدي، مما يعكس مقاومة الفلسطينيين في مواجهة الاحتلال.

## تيمة الصمت في الرواية
تتراوح تيمة الصمت في الرواية بين الغياب الكامل للكلام والمشاعر، وبين ضرورة التعبير عن المعاناة والذاكرة، حيث يرافق الصمت المجزرة الفلسطينية والذاكرة المفقودة للفلسطينيين.
الصمت في الرواية ليس فقط غيابًا بل نوعا من الاحتشاد، فهو يحمل في طياته المعاناة والذكريات التي يمنع من التعبير عنها، مما يجعل الصمت يشير إلى الخرس التام، وإلى غياب الحق في التعبير. يظهر الصمت كلحظة تأمل أو موقف نبيل، يُشير إليه مراد عندما يصفه بأنه "موقف"، وكحالة من الحضور العميق في بعض الأحيان. لكن الصمت في الرواية لا يظل ثابتًا، بل يتحول إلى صراع بين الرغبة في السكوت والخوف من أن يتحول الكلام إلى ابتذال.